# Туряк (Вишеград)
Туряк (серб. Турјак / Turjak) — село в общине Вишеград Республики Сербской Боснии и Герцеговины. В настоящее время село необитаемо.